# Пол Сабатје
Пол Сабатје (фр. Paul Sabatier; Каркасон, 5. новембар 1854 — Тулуза, 14. август 1941) био је француски хемичар. Добио је Нобелову награду за хемију 1912. године за рад на хидрогенизацији органских једињења у присуству малих честица метала као катализаторима.
Дипломирао је на Политехници у Тулузи 1877. године. Годину дана је предавао на локалној школи, а затим 1878. године постаје Бертелоов асистент на Колеж де Франс. Докторирао је 1880. Предавао је физику у Бордоу до 1882. године, а затим је наставио у Тулузи. У Тулузи почиње да предаје и хемију 1883. године. Професор хемије на универзитету у Тулузи постао је 1884. Декан факултета природних наука постао је 1905. године. Био је толико веран Тулузи да је одбијао многе атрактивне понуде, као што је била да наследи Анри Моасана 1908. на Сорбони. 
Најранија истраживања су била на пољу термодинамике и термохемије сумпора и металних сулфата, на чему је радио и докторат. У Тулузи је наставио са са физикално-хемијским истраживањима сулфида, хлорида и бакарних једињења. Радио је на партиционим коефицијентима и спектрима апсорбције. Осим тога истраживао је оксиде азотне киселине и њихове соли.
Започео је са проучавањима феномена катализатора и уочио је аномалије и недостатке Фарадејеве физикалне теорије. Због тога је створио своју хемијску теорију о нестабилним међупроизводима. Стрпљивим радом открио је да се кориштењем метала као катализатора може постићи убрзање хидрогенизације одређених органских једињења. Тако је 1897. године открио да се увођењем трагова никла као катализатора постиже убрзање адиције водоника на молекуле угљеникових једињења. Његов рад постаје основа за индустрију маргарина и за хидрогенизацију уља и за индустрију синтетизовања метанола. Показао је селективност каталитичке реакције.
Написао је познату књигу „Катализа у органској хемији“ 1913. године. За свој рад на хидрогенизацији органских једињења у присуству малих честица метала као катализатора добио је 1912. године Нобелову награду за хемију. Награду је делио са Виктором Грињаром.